# Vallée supérieure de l'Our et affluents de Lieler à Dasbourg
Vallée supérieure de l'Our et affluents de Lieler à Dasbourg este o arie protejată (arie de protecție specială avifaunistică — SPA) din Luxemburg întinsă pe o suprafață de 1.740,3 ha, integral pe uscat.

## Localizare
Centrul sitului Vallée supérieure de l'Our et affluents de Lieler à Dasbourg este situat la coordonatele 50°05′04″N 6°06′26″E / 50.0844°N 6.1072°E.

## Înființare
Situl Vallée supérieure de l'Our et affluents de Lieler à Dasbourg a fost declarat arie de protecție specială avifaunistică în ianuarie 2004 pentru a proteja 33 de specii de animale.

## Biodiversitate
Situată în ecoregiunea continentală, aria protejată conține 11 habitate naturale: Cursuri de apă de la nivel de câmpie la nivel montan, cu vegetație Ranunculion fluitantis și Callitricho-Batrachion, Formațiuni ierboase bogate în specii de Nardus, dezvoltate pe substraturi silicioase în zone montane (și în zone submontane, în Europa continentală), Pajiști cu Molinia pe soluri calcaroase, turboase sau argilos-nămoloase (Molinion caeruleae), Liziere de ierburi înalte hidrofile de câmpie și de nivel montan până la alpin, Fânețe de joasă altitudine (Alopecurus pratensis, Sanguisorba officinalis), Pante stâncoase silicioase cu vegetație casmofită, Roci stâncoase cu vegetație pionieră de Sedo-Scleranthion sau Sedo albi-Veronicion dillenii, Păduri de fag Luzulo-Fagetum, Păduri de fag Asperulo-Fagetum, Păduri pe pante, grohotișuri și ravene de Tilio-Acerion, Păduri aluvionare cu Alnus glutinosa și Fraxinus excelsior (Alno-Padion, Alnion incanae, Salicion albae).
La baza desemnării sitului se află mai multe specii protejate:
- păsări (27): uliu porumbar (Accipiter gentilis), fluierar de munte (Actitis hypoleucos), minunița (Aegolius funereus), pescăruș albastru (Alcedo atthis), stârc cenușiu (Ardea cinerea), cocoșul de mesteacăn (Bonasa bonasia), buha (Bubo bubo), barză neagră (Ciconia nigra), mierla de apă (Cinclus cinclus), erete vânăt (Circus cyaneus), corb (Corvus corax), ciocănitoare neagră (Dryocopus martius), șoim călător (Falco peregrinus), șoimul rândunelelor (Falco subbuteo), sfrâncioc roșiatic (Lanius collurio), sfrâncioc mare (Lanius excubitor), ferestrașul mare (Mergus merganser), gaia neagră (Milvus migrans), gaia roșie (Milvus milvus), codobatură de munte (Motacilla cinerea), vultur pescar (Pandion haliaetus), pițigoi moțat (Parus cristatus), viespar (Pernis apivorus), pitulice sfârâitoare (Phylloscopus sibilatrix), ciocănitoarea verde (Picus viridis), sitar de pădure (Scolopax rusticola), turturică (Streptopelia turtur)
- mamifere (1): liliac comun (Myotis myotis)
- nevertebrate (3): Lycaena helle, Margaritifera margaritifera, Unio crassus
- pești (2): zglăvoacă (Cottus gobio), cicar (Lampetra planeri)

Pe lângă speciile protejate, pe teritoriul sitului au mai fost identificate 3 specii de plante, 1 specie de mamifere, 5 specii de nevertebrate.